# Reuss-Gera
La linea secondogenita dei conti di Reuss von Plauen si costituì con la divisione del 1616 dopo Enrico XVI il giovane (1530-1572), dal 1564 residente a Gera e si estinse con Enrico XXX (1727-1802). I conti dal 1686 divengono conti immediati dell'impero acquistando il diritto di seggio e voto nel collegio dei conti di Wetterau del Reichstag. Terre e titoli furono ereditati dal ramo cadetto di Schleiz.
Il Principato di Reuss-Gera fu uno stato tedesco, governato dai membri della casa di Reuss. I Conti di Reuss-Gera, di Schleiz, di Lobenstein, di Köstritz e di Ebersdorf, divennero principi nel 1806, e i suoi membri ottennero il titolo di Principe di Reuss, linea cadetta, oppure riferendosi ai propri domini (ad esempio Principe di Reuss-Köstritz).
Come la famiglia principale, anche il ramo dei Reuss-Gera aveva l'abitudine di chiamare i membri maschi della propria famiglia con il nome di Enrico. La particolarità riguarda invece i numeri di successione perché essi non erano dati al solo primogenito della famiglia, ma anche a tutti gli altri figli, divenendo pertanto la famiglia con i numeri dinastici più alti in Europa. Si ricorda ad esempio il Principe Enrico LXVII di Reuss-Schleiz.
Il Principato di Reuss-Gera aveva un'area di 827 km² e una popolazione di 145,000 nel 1905. La capitale era Gera. Un membro importante di questa famiglia fu Augusta di Reuss-Ebersdorf, la madre di Leopoldo I del Belgio e nonna materna della Regina Vittoria.
Al termine della Prima Guerra Mondiale, alla caduta della monarchia, venne proclamata la repubblica.
All'estinzione della linea primogenita con Enrico XXIV nel 1918, l'eredità dell'intero Principato di Reuss venne affidata alla linea cadetta.

## Conti di Reuss-Gera (1564-1802)
- Enrico XVI il giovane (1564-1572)
- Enrico I (1572-1599)
- Enrico II Postumo (1599-1635)
- Enrico III (1635-1670)
- Enrico IV (1670-1686)
- Enrico XVIII (1686-1735)
- Enrico XXIV (1735-1748)
- Enrico XXX (1748-1802).

## Principi di Reuss-Gera (1806-1918)
- Enrico XLII 1818-1854
- Enrico LXVII 1854-1867
- Enrico XIV 1867-1913
- Enrico XXVII 1913-1918

Dopo la caduta della monarchia
- Enrico XXVII 1918-1928 (divenuto principe alla morte di Enrico XXIV di Reuss-Greiz)
- Enrico XLV 1927-1945/1962 (disperso nel 1945, dichiarato morto nel 1962)
- Enrico IV 1945/1962-2012, appartenente alla casata di Reuss-Köstritz
- Enrico XIV 2012-oggi

| Controllo di autorità | VIAF (EN) 240376558 · GND (DE) 1020294493 |